# Canyon Lake (See, Kalifornien)
Der Canyon Lake (auch bekannt als Railroad Canyon Reservoir) ist ein Stausee in der nach ihm benannten Stadt Canyon Lake im Riverside County im US-Bundesstaat Kalifornien. Er gehört zum Elsinore Valley Municipal Water District.
Mit dem Stauwasser werden über den Canyon Lake Water Treatment Plant 10 % der Einwohner im Gebiet um Lake Elsinore und Canyon Lake mit Trinkwasser versorgt.

## Geografie
Innerhalb der gleichnamigen Stadt Canyon Lake im Riverside County, Kalifornien gelegen, befindet sich der Canyon Lake auf einer Höhe von 416 m über dem Meeresspiegel. Der See bedeckt eine Fläche von 212 ha, hat einen Umfang von 24 km und fasst 14.291.000 m² Wasser. Das Einzugsgebiet hat eine Größe von 1720 km².
Gespeist wird der Canyon Lake von Wasser aus dem San Jacinto River und Salt Creek. In den San Jacinto River wird überschüssiges Wasser aus dem Stausee zudem zurückgeleitet.

## Geschichte
1928 wurde der Stausee errichtet. Begonnen wurde mit der Staumauer im Railroad Canyon. 1929 kam es zur Fertigstellung der gesamten Anlage.